# La última cena
La última cena (A última ceia, em Portugal) é um filme cubano, dirigido por Tomás Gutiérrez Alea em 1976. Trata-se de uma obra que pode ser vista como um libelo contra a servidão, simbolizando o bem inestimável que é a liberdade como expoente da dignidade humana.

## Sinopse
Cuba, finais do século XVIII. Uma plantação de açúcar e o respectivo engenho de refinação são explorados por um conde, tendo por mão-de-obra escravos negros. Em Quinta-feira Santa o conde convida doze dos seus escravos para cear consigo. No dia seguinte, tendo reencontrado o sentido da dignidade humana, os escravos revoltam-se…